# 마누엘 사가르사수
마누엘 사가르사수 마르티네스(스페인어: Manuel Sagarzazu Martínez; 1903년 10월 15일 ~ 1990년 7월 25일, 바스크 주 온다바리아 ~ 사망일 미상)는 스페인의 전 축구 선수이다. 그는 1927년에 스페인 국가대표팀 2경기에 출전했다.